# Rozgrywki regionalne w Grecji w piłce nożnej (1926/1927)
Rozgrywki regionalne (1926/1927) były 6. edycją piłkarskich rozgrywek regionalnych w Grecji. Zmagania toczyły się niezależnie w kilku regionach tego kraju. Ich celem było wyłonienie nieoficjalnego mistrza Grecji, którego jednak nie udało się wyłonić. Najpopularniejsze rozgrywki odbywały się wśród zespołów skupionych w okolicach Aten i Pireusu. 

## Mistrzostwa Aten
Oryginalna nazwa tych rozgrywek to Enosi Podosferikon Somation Athinon. Ich zwycięzcą został zespół Panathinaikos AO.
Nie są znane pozostałe drużyny biorące udział w tych rozgrywkach.

## Mistrzostwa Pireusu
Oryginalna nazwa tych rozgrywek to Enosi Podosferikon Somation Pireos. Ich zwycięzcą został zespół Olympiakos SFP.
Nie są znane pozostałe drużyny biorące udział w tych rozgrywkach.

## Mistrzostwa Salonik
Zwycięzcą rozgrywek został zespół Aris FC.
Nie są znane pozostałe drużyny biorące udział w tych rozgrywkach.